# Myresjö Idrottsförening
O Myresjö Idrottsförening, ou simplesmente Myresjö IF, é um clube de futebol da Suécia fundado em 1943. Sua sede fica localizada em Myresjö.
Em 2009 disputou a Division 2 Mellersta Götaland, uma das seis ligas da quarta divisão do futebol sueco, terminando na décima colocação dentre 12 clubes participantes.